# Joana Hählen
Joana Hählen (* 23. Januar 1992 in Belp) ist eine Schweizer Skirennfahrerin. Sie gehört dem A-Kader von Swiss-Ski an und ist auf die Disziplinen Abfahrt und Super-G spezialisiert.

## Biografie
Hählen stammt aus der Lenk im Berner Oberland, wo sie zusammen mit ihrer eineiigen Zwillingsschwester und einer älteren Schwester aufwuchs. Im Alter von 15 Jahren fuhr sie ab November 2007 FIS-Rennen. Erste Einsätze im Europacup folgten im Dezember 2008. Bis sie in dieser Rennserie in die Punkteränge vorstossen konnte, dauerte es zwei weitere Jahre: Am 4. Dezember 2010 fuhr sie in der Super-Kombination von Kvitfjell auf den dritten Platz. Bei den Juniorenweltmeisterschaften 2011 in Crans-Montana gewann sie die Bronzemedaille in der Kombination.
Im Januar 2012 siegte Hählen erstmals in einem FIS-Rennen. Bei den Juniorenweltmeisterschaften 2012 in Roccaraso gewann sie die Silbermedaille im Super-G, wobei sie den Sieg um lediglich drei Hundertstelsekunden verpasste. Am 16. Januar 2013 feierte sie in der Abfahrt von St. Anton ihren ersten Sieg im Europacup, ein weiterer Sieg folgte drei Wochen später im Super-G von Sella Nevea. In der Super-G-Disziplinenwertung des Winters 2012/13 belegte sie den dritten Platz, womit sie für die Saison 2013/14 einen fixen Startplatz im Weltcup erhielt. Die ersten Weltcuppunkte gewann sie am 6. Dezember 2013 mit Platz 29 in der Abfahrt von Lake Louise.
Verletzungsbedingt musste Hählen die gesamte Saison 2014/15 pausieren. Im darauf folgenden Winter 2015/16 konnte sie sich im Weltcup viermal unter den besten 20 klassieren. In der Saison 2016/17 gelangen ihr zwei Top-15-Klassierungen; ihr bestes Ergebnis war ein 8. Platz im Super-G von Val-d’Isère am 18. Dezember 2016. Im Winter 2017/18 gelang der Lenkerin im Weltcup ein weiteres Top-Ten-Ergebnis mit dem fünften Platz im Super-G von Val-d’Isère am 16. Dezember 2017. In der Abfahrt von Crans-Montana am 23. Februar 2019 fuhr sie knapp an ihrer ersten Weltcup-Podestplatzierung vorbei: nachdem die Zeitmessung bei ihr und vier weiteren Fahrerinnen ausgefallen war, wurden die Fahrten mehrfach überprüft und die Rangliste wiederholt verändert. Erst nach drei Tagen konnte das endgültige Resultat verkündet werden, dabei verlor Hählen ihren vermeintlichen zweiten Platz und wurde als Vierte klassiert.
Elf Monate später gelang Hählen am 24. Januar 2020 der erste Podestplatz in einem Weltcuprennen, als sie in der Abfahrt von Bansko auf den dritten Platz fuhr. Eine Woche später folgte im Super-G von Rosa Chutor ein weiterer dritter Platz. Am 16. März 2022 fuhr sie beim Saisonfinal in der Abfahrt Courchevel auf den zweiten Platz, ebenso am 14. Januar 2023 im Super-G von St. Anton am Arlberg.

## Erfolge

### Olympische Spiele
- Peking 2022: 6. Abfahrt

### Weltmeisterschaften
- St. Moritz 2017: 13. Super-G
- Åre 2019: 16. Abfahrt
- Méribel 2023: 13. Super-G, 17. Abfahrt

### Weltcup
- 26 Platzierungen unter den besten zehn, davon 5 Podestplätze

### Weltcupwertungen
| Saison  | Gesamt | Gesamt | Abfahrt | Abfahrt | Super-G | Super-G | Kombination | Kombination |
| Saison  | Platz  | Punkte | Platz   | Punkte  | Platz   | Punkte  | Platz       | Punkte      |
| ------- | ------ | ------ | ------- | ------- | ------- | ------- | ----------- | ----------- |
| 2013/14 | 97.    | 18     | 38.     | 18      | –       | –       | –           | –           |
| 2015/16 | 68.    | 82     | 28.     | 51      | 33.     | 29      | 49.         | 2           |
| 2016/17 | 62.    | 115    | 38.     | 30      | 23.     | 71      | 36.         | 14          |
| 2017/18 | 39.    | 191    | 33.     | 38      | 14.     | 153     | –           | –           |
| 2018/19 | 34.    | 255    | 16.     | 138     | 13.     | 117     | –           | –           |
| 2019/20 | 21.    | 297    | 14.     | 167     | 13.     | 130     | –           | –           |
| 2020/21 | 48.    | 116    | 26.     | 56      | 21.     | 60      | –           | –           |
| 2021/22 | 34.    | 378    | 13.     | 219     | 18.     | 159     | –           | –           |
| 2022/23 | 24.    | 386    | 13.     | 220     | 13.     | 166     | –           | –           |
| 2023/24 | 39.    | 219    | 20.     | 125     | 21.     | 94      | –           | –           |

### Europacup
- Saison 2010/11: 2. Kombinationswertung
- Saison 2012/13: 9. Gesamtwertung, 3. Abfahrtswertung, 5. Super-G-Wertung
- Saison 2015/16: 9. Abfahrtswertung
- 10 Podestplätze, davon 3 Siege:

| Datum           | Ort         | Land       | Disziplin |
| --------------- | ----------- | ---------- | --------- |
| 16. Januar 2013 | St. Anton   | Österreich | Abfahrt   |
| 5. Februar 2013 | Sella Nevea | Italien    | Super-G   |
| 14. Januar 2016 | Zauchensee  | Österreich | Abfahrt   |

### Juniorenweltmeisterschaften
- Crans-Montana 2011: 3. Kombination, 5. Abfahrt, 13. Riesenslalom, 19. Slalom
- Roccaraso 2012: 2. Super-G, 7. Kombination, 20. Slalom, 35. Riesenslalom
- Québec 2013: 13. Riesenslalom, 19. Slalom

### Weitere Erfolge
- 2 Siege in FIS-Rennen